# Leones (Herrera)
Leones es un corregimiento del distrito de Las Minas en la provincia de Herrera, República de Panamá. La población tiene 852 habitantes (2010).